# Erik Lindahl
Erik Robert Lindahl (født 21. november 1891 i Stockholm, død 6. januar 1960 i Uppsala) var en svensk nationaløkonom. Han var professor i nationaløkonomi ved Uppsala Universitet 1942-58. Lindahl var en af de fremmeste repræsentanter for Stockholmsskolen inden for nationaløkonomisk teori. Hans forskning fik stor international opmærksomhed. Desuden var han rådgiver for den svenske regering og Sveriges Riksbank, den svenske centralbank. Lindahl er blandt andet kendt for sin bog Studies in the Theory of Money and Capital, som er blevet en klassiker inden for nationaløkonomien. Han har lagt navn til begrebet Lindahl-ligevægt, som betegner en markedsligevægt med offentlige goder.
Lindahl blev i 1943 indvalgt i Kungliga Vetenskapsakademien som medlem nr. 909.